# Аліабад (Рудбар)
Аліабад (перс. علي اباد) — село в Ірані, у дегестані Калаштар, у Центральному бахші, шагрестані Рудбар остану Ґілян. За даними перепису 2006 року, його населення становило 1500 осіб, що проживали у складі 345 сімей.

## Клімат
Середня річна температура становить 15,17 °C, середня максимальна – 30,01 °C, а середня мінімальна – -0,08 °C. Середня річна кількість опадів – 481 мм.
| Клімат поселення                              | Клімат поселення | Клімат поселення | Клімат поселення | Клімат поселення | Клімат поселення | Клімат поселення | Клімат поселення | Клімат поселення | Клімат поселення | Клімат поселення | Клімат поселення | Клімат поселення | Клімат поселення |
| Показник                                      | Січ.             | Лют.             | Бер.             | Квіт.            | Трав.            | Черв.            | Лип.             | Серп.            | Вер.             | Жовт.            | Лист.            | Груд.            |                  |
| Середній максимум, °C                         | 12,52            | 11,61            | 13,54            | 19,57            | 23,25            | 27,56            | 29,00            | 30,01            | 26,30            | 22,54            | 17,28            | 12,78            |                  |
| Середня температура, °C                       | 6,68             | 5,76             | 7,70             | 13,73            | 17,42            | 21,72            | 24,20            | 25,20            | 21,47            | 17,71            | 12,48            | 7,98             |                  |
| Середній мінімум, °C                          | 0,84             | −0,08            | 1,85             | 7,88             | 11,57            | 15,88            | 19,40            | 20,40            | 16,67            | 12,91            | 7,66             | 3,17             |                  |
| Норма опадів, мм                              | 47               | 41               | 64               | 59               | 26               | 11               | 11               | 15               | 24               | 43               | 58               | 82               |                  |
| Середньомісячна швидкість вітру, м/с          | 2.06             | 2.50             | 2.82             | 2.89             | 2.77             | 2.84             | 2.96             | 2.67             | 2.34             | 2.08             | 1.90             | 2.00             |                  |
| Середньомісячна сонячна радіація, кДж/м²·день | 7382             | 9778             | 12093            | 16440            | 20827            | 24134            | 24599            | 21321            | 17730            | 12274            | 9168             | 7125             |                  |
| --------------------------------------------- | ---------------- | ---------------- | ---------------- | ---------------- | ---------------- | ---------------- | ---------------- | ---------------- | ---------------- | ---------------- | ---------------- | ---------------- | ---------------- |
| Джерело:                                      |                  |                  |                  |                  |                  |                  |                  |                  |                  |                  |                  |                  |                  |